# Schiller International University
Die Schiller International University ist eine private amerikanische Universität mit vier Campus in vier Ländern. Diese befinden sich in Paris (Frankreich), Madrid (Spanien), Heidelberg (Deutschland) und Tampa (USA). Der Sitz ist Largo. Der deutsche Campus ist hochschulrechtlich als rechtlich unselbstständige Außenstelle der amerikanischen Universität einzustufen.
Walter Leibrecht gründete 1964 ein Austauschprogramm für Amerikaner in Deutschland. Hieraus entstand die Hochschule. Heute bildet die Universität Studenten aus über 100 Ländern aus. Der deutschen Tradition folgend, eine Schule nach einer historischen Persönlichkeit zu benennen, wurde die Universität zu Ehren von Friedrich Schiller, dem deutschen Dichter und Philosophen, benannt. Der erste Schiller-Campus befand sich in Kleiningersheim, auf der anderen Seite des Neckars von Schillers Geburtsort Marbach gelegen.
Der deutsche Campus befindet sich seit 1969 in Heidelberg. Bis 2012 war er in der Villa Krehl an der Bergstraße, einer für den Heidelberger Mediziner Ludolf von Krehl 1909 erbauten Villa, beheimatet. Im Juni 2012 zog man in das Skylab-Gebäude in der Heidelberger Bahnstadt um.
Ähnlich wie bei anderen international operierenden amerikanischen Universitäten können die Studenten zwischen den Standorten in den verschiedenen Ländern wechseln, ohne Studienzeit oder Credits zu verlieren. SIU ist in den USA akkreditiert von der Accrediting Commission of Career Schools and Colleges (ACCSC), einer vom U.S. Department of Education anerkannten Akkreditierungsagentur für private Hochschulen und erhielt 2016 die deutsche Programmakkreditierung durch evalag (Evaluationsagentur Baden-Württemberg).
Die SIU bietet folgende akademische Grade:
- Associate (nicht in Heidelberg): International Business, General Studies, Medical Assistant, Paralegal Studies, Criminal Justice, Pharmacy Technician und International Hospitality & Tourism.
- Bachelor: International Business, International Relations and Diplomacy, International Economics, International Hospitality & Tourism und Interdisciplinary Studies.
- Master: Business Administration, International Business, International Hospitality & Tourism, Management of Information Technology, Financial Planning (nur online), International Management, International Relations and Diplomacy.